# Imaginación
| Recensione | Giudizio |
| ---------- | -------- |
| AllMusic   |          |

Imaginación è un album in studio del gruppo musicale cileno Inti-Illimani, pubblicato nel 1984. È il loro primo lavoro interamente strumentale. 

## Descrizione
L'album contiene sia brani già incisi in precedenza (tutti registrati nuovamente) sia alcuni brani inediti. Questo disco è anche il primo registrato in digitale dal gruppo.
Proprio a causa dei limiti imposti dalle registrazioni digitali dell'epoca, il gruppo decise di incidere esclusivamente brani senza le voci.
Dei quattro brani inediti: 
La ronda era stata scritta per lo spettacolo teatrale Don Quijote di Mariano Rigillo mentre El vals per la colonna sonora del film Avskedet della regista finnico-svedese Tuija-Maija Niskanen,
Danza di Cala Luna, dedicata alla omonima spiaggia della Sardegna, contiene al suo interno sia influenze dal ballo tondo sardo sia richiami alla musica popolare svedese, in particolare della regione di Dalarna,
La marusa, un brano per chitarra e cuatro venezuelano, nasce da alcune sessioni compositive in coppia tra Horacio Salinas e Jorge Ball, musicista e polistrumentista venezuelano, in quegli anni liutaio a Cremona, che qui entra nel gruppo del quale farà parte in più occasioni, ma sempre per brevi periodi, suonando anche il flauto traverso, l'ottavino, la quena, e i sikus.
A causa della fine del loro contratto con la EMI Italiana, in Italia il disco esce autoprodotto: il vinile esce per l'etichetta Inti-Illimani, caratterizzata dal marchio che raffigura un andino stilizzato che vola su di un lama ascoltando musica dalle cuffie. 
Nella prima edizione le tracce sono solo 12, alcune delle quali presentano titoli tradotti in italiano. 
Nelle ristampe in CD verranno aggiunti 4 brani inizialmente esclusi: Calambito temucano, Pascua linda, Huajra ed El vals.

## Tracce
1. La ronda (Horacio Salinas) – 0:47
2. Tema de la quebrada de Humahuaca (tradizionale) – 3:10
3. Trigales (Horacio Salinas) – 3:16
4. Longuita (tradizionale) – 1:49
5. La marusa (Jorge Ball) – 4:40
6. Ramis (tradizionale) – 2:13
7. Il mercato di Testaccio (Horacio Salinas) – 4:03
8. Calambito temucano (Violeta Parra) – 2:57
9. Pascua linda (tradizionale) – 2:55
10. San Juanito (Gilbert Favre) – 2:10
11. Danza (Horacio Salinas) – 6:46
12. Campanitas-Mis llamitas (Alfredo Domínguez, Ernesto Cavour) – 4:12
13. Alturas (Horacio Salinas) – 3:02
14. Danza di Cala Luna (Horacio Salinas) – 4:44
15. Huajra (Atahualpa Yupanqui) – 3:50
16. El vals (Horacio Salinas) – 1:47

Durata totale: 52:21

## Formazione
- Jorge Coulón
- Max Berrú
- Horacio Salinas
- Horacio Duran
- José Seves
- Marcelo Coulon
- Jorge Ball

### Collaboratori
- Jorge Salas - copertina

## Edizioni (parziale)
- Italia: Inti-Illimani/Errebiesse VRMLP 108, 1984 (track-list di 12 brani)
- Germania Ovest: Pläne Records 88 407, 1985 (track-list di 12 brani)
- Germania Est: Amiga 8 56 386, 1988 (track-list di 12 brani)
- Messico: Discos Pueblo DP-1073 (track-list di 12 brani)
- USA: Redwood Records RR8505, 1985 (con il titolo Imagination - An album of instrumental music e la track-list di 14 brani, sono stati esclusi La marusa e Danza)